# Ciclo a espansione

Rappresentazione schematica di un ciclo (chiuso) ad espansione. Il calore ceduto dall'ugello di scarico e dalla camera di combustione alimenta la turbina della turbopompa che muove le pompe dell'ossidante e del combustibile stesso.

Il ciclo ad espansione (o  ciclo expander) è un ciclo termodinamico utilizzato nei motori a razzo a bipropellente liquido. Generalmente, in questo tipo di ciclo, il combustibile viene fatto circolare in tubazioni o intercapedini ricavate nell'ugello di scarico in modo da assorbire calore per rigenerazione fino a permetterne il cambiamento di fase da liquido a gassoso. Una volta raggiunto lo stato gassoso, il combustibile è immesso nella turbina della turbopompa di alimentazione del motore dove, espandendosi e raffreddandosi, cede l'energia necessaria per muovere le pompe del combustibile stesso e dell'ossidante. Il combustibile raggiunge quindi la camera di combustione dove reagisce con l'ossidante.
Rispetto ad un ciclo a generatore di gas, il ciclo ad espansione permette di costruire motori più semplici ed affidabili al costo di una minore pressione in camera di combustione dal momento che il combustibile è immesso in camera di combustione a valle dell'espansione nella turbina. La quantità di calore estraibile dall'ugello è poi limitata dalla geometria degli stessi per la legge del cubo quadrato. All'aumentare delle dimensioni di ugello convergente-divergente aumenta la spinta. La superficie dell'ugello (attraverso cui è possibile scambiare calore) aumenta con il quadrato del raggio mentre il volume del combustibile da riscaldare aumenta secondo il cubo del raggio. Per questo motivo c'è un limite teorico di spinta oltre il quale non c'è abbastanza superficie disponibile per riscaldare a sufficienza il combustibile per alimentare la turbopompa. Rimane comunque possibile aumentare la superficie dello scambiatore al costo di un maggior peso e minore efficienza allungando (ad esempio come nel Vinci) la camera di combustione. I motori aerospike non sono soggetti a questa limitazione per la loro forma lineare che non è soggetta alla legge del cubo quadrato. All'aumentare delle dimensioni del motore, infatti, aumentano linearmente sia il volume del combustibile da riscaldare sia la disponibilità termica. Tutti i cicli ad espansione impiegano combustibili criogenici come idrogeno, metano o propano che raggiungono facilmente il loro punto di ebollizione.
Alcuni motori a ciclo ad espansione possono essere dotati di un generatore di gas per avviare e mantenere in moto la turbina finché l'esterno della camera di combustione e dell'ugello non i siano riscaldati a sufficienza.

## Ciclo aperto

Ciclo ad espansione aperto.

In un ciclo ad espansione aperto, una minima parte del combustibile riscaldato si espande nella turbina e viene poi scaricato in un punto a valle dell'ugello di scarico o direttamente in atmosfera in modo da aumentare il salto entalpico a disposizione della turbina (e quindi la sua potenza). In questo modo il motore sarà in grado di generare una spinta più elevata grazie alla maggior portata di propellente, ma la frazione di combustibile dedicata muovere la turbina, però, non partecipando alla combustione in camera di combustione, riduce l'efficienza del propellente e abbassa l'impulso specifico del motore. Un esempio di motore a ciclo ad espansione aperto è il Mitsubishi LE-5A in cui i gas di scarico della turbina sono immessi nel condotto divergente dell'ugello di scarico dove la pressione è bassa.

## Ciclo chiuso
In un ciclo chiuso, invece, tutto il combustibile è immesso in camera di combustione alla pressione ridotta all'uscita della turbina della turbopompa. Similmente a quanto avviene nel ciclo a precombustione a flusso completo, è possibile separare completamente i sistemi di alimentazione del combustibile ed ossidante prevedendo due impianti dotati ciascuno di un proprio sistema di rigenerazione, turbina e turbopompa di alimentazione, uno per il combustibile ed uno per l'ossidante. In questo modo, al costo di un maggior peso e complessità costruttiva, è possibile ridurre il rischio che eventuali fughe di propellente tra i vari componenti della turbopompa possano innescare esplosioni catastrofiche. Inoltre, separando le due turbopompe, è possibile ottimizzare le velocità di funzionamento nel caso i propellenti abbiano densità molto differenti (ad esempio idrogeno ed ossigeno) senza ricorrere all'impiego di delicate e complesse scatole ad ingranaggi di riduzione.

Quando sono presenti due turbine (per il combustibile e per l'ossidante), il sistema di rigenerazione può essere a sua volta separato oppure unico. In quest'ultimo caso l'unico impianto di rigenerazione è percorso dal combustibile che, grazie ad uno scambiatore di calore, permette l'evaporazione anche dell'ossidante.